# Eleni Vitali
Eleni Vitali (en grec : Ελένη Βιτάλη) est une chanteuse grecque née le 19 septembre 1954 à Athènes.

## Biographie
Eleni Vitali est née à Athènes le 19 septembre 1954 dans une famille de musiciens. Son père Takis Lavidas (Τάκης Λαβίδας) joue du santour et sa mère Lucie Karageorgiou (Λούση Καραγεωργίου) chante dans des festivals de musique tzigane et folklorique.
Elle prend part au festival de la chanson de Thessalonique avec la chanson Χωρίς δεκάρα et participe à un premier album Δεν Περισσεύει Υπομονή en 1973 avec Sotiria Bellou. 